# 真の貞節
『真の貞節』（まことのていせつ、La vera costanza）Hob.XXVIII:8は、フランツ・ヨーゼフ・ハイドンが1779年以前に作曲した3幕からなるイタリア語のオペラ。ドラマ・ジョコーソと銘打たれているがまじめな内容で、数々の試練に襲われるが最後は幸福になるヒロインを描いている。
日本語の題名は一定せず、『変わらぬまこと』、『まことの貞操』、『まことの操』などとも呼ばれる。

## 概要
台本はフランチェスコ・プッティーニによる。同じ作品がパスクワーレ・アンフォッシによって作曲され、1776年にローマで上演されている。
1779年4月25日にエステルハーザで初演されたが、楽譜は同年11月にオペラ劇場が焼失したときに失われた。1785年に再演されるとき、ハイドンはおそらくいくつかの残された断片をもとに第2版を再作曲し、この版のみが残っているが、あまり時間がなかったらしく、自筆原稿には臨時記号が多数抜けており、また他人の筆跡がまじっている。
重要な場面ではしばしば管弦楽伴奏のレチタティーヴォとアリアが出現する。各幕の後半はレチタティーヴォなしに次々に重唱が歌われることによって話が進んでいく。第3幕はごく短い。
ハイドンの生前には比較的人気のあったオペラであり、ドイツ語に翻訳された版が『移り気な恋人』(Der flatterhafte Liebhaber)の題で1786年から1792年にかけてブラチスラヴァ、ブダペスト、ウィーン、ブルノで上演された。また1791年にはフランス語版が『ロレット』(Laurette)の題でパリで上演されている。
アンタル・ドラティの指揮による録音が1976年にフィリップス・レコードから発売された。1980年以来復活上演されている。
日本では1977年に東京室内オペラ協会によって上演された。

## 登場人物
- ロジーナ（ソプラノ）- 漁師の娘。
- マジーノ（テノール）- ロジーナの兄弟。
- エッリコ伯爵（テノール）- ロジーナとひそかに結婚している。
- イレーネ女男爵（ソプラノ）- 伯爵の叔母。
- リゼッタ（ソプラノ）- 女男爵の召し使い。
- エルネスト（テノール）- 伯爵の友人で、女男爵の恋人。侯爵。
- ヴィッロット（バス）- 女男爵がロジーナの婚約者に決めた頭の悪い男。

## あらすじ

### 第1幕
イレーネ女男爵、エルネスト侯爵、リゼッタ、ヴィッロットの乗った船が嵐で難破し、漁師のロジーナとマジーノに救われる。女男爵は甥のエッリコ伯爵がロジーナに恋していることを知っており、ふたりの仲を裂くためにロジーナとヴィッロットを結婚させようとする。しかし実はロジーナはすでに5年前に伯爵とひそかに結婚しており、子供も生んだが、伯爵はロジーナを捨てて省りみなかったのだった。このことをロジーナはリゼッタにのみ明かす(Con un tenero sospiro)。
当の伯爵がやってきて、ヴィッロットを脅迫してロジーナとの結婚を拒否させる。いっぽう女男爵の恋人であるエルネストはマジーノを脅迫してロジーナに結婚を認めさせようとする。
伯爵はロジーナへの愛が再燃するが、妻の貞節を試すためにわざとヴィッロットにロジーナを勧める(A trionfar t'invita)。ヴィッロットは大喜びするが、ロジーナはヴィッロットと結婚するくらいならば死を選ぶという。伯爵はロジーナと再会して再び愛をあたためる。
女男爵は伯爵の結婚相手の絵を見せる。ロジーナは伯爵を再び失うのではないかと恐れる。

### 第2幕
エルネストはロジーナにヴィッロットと結婚するよう勧めるが、ロジーナは敢然と拒絶する。
エルネストはロジーナに向かって、彼女がヴィッロットと結婚しないと自分は女男爵と結婚できないと説明するが、その言葉を聞きつけた他の人々はエルネストがロジーナに求愛していると誤解し、ロジーナを非難する（五重唱「Va pettegola insolente」）。ロジーナは逃げる(Dove fuggo)。
伯爵はヴィッロットにロジーナを殺させようとするが、リゼッタはロジーナがいかに貞節であったかを伯爵に思いださせる。伯爵は自分の行いを悔いる(Or che torna il vago Aprile)。人々はロジーナを探すが、見つからない。
母親が苦しんでいると訴える子供に伯爵は会い、その後ろについていく。子供の母はロジーナであった。伯爵はロジーナに謝罪する。他の人々は混乱し、女男爵は激怒する。リゼッタはマジーノと結婚する。

### 第3幕
女男爵はロジーナと伯爵に偽の手紙を送ってふたりの間を裂こうとするが、嘘はすぐにばれる。女男爵も最後に折れてロジーナを真の貞節の例としてたたえ、全員の合唱で幕となる。